# Parel
Parel o Lower Parel (en portugués: Parella) es un barrio de Bombay, India. Da nombre a dos estaciones de ferrocarril (Parel y Lower Parel) del Ferrocarril Suburbano de Bombay. Parel West también se conoce como Elphinstone debido a la estación de trenes Elphinstone Road que se sitúa muy cerca del barrio. Muchas fábricas de algodón y las viviendas para sus trabajadores estaban en esta zona hasta el siglo XXI, cuando se cerraron la mayoría de estas fábricas.
Lower Parel, que también estaba dominada por fábricas textiles hasta la década de 1980, se ha transformado en una zona exclusiva como parte de la recalificación de las fábricas. La zona está ahora dominada por rascacielos de apartamentos de lujo, restaurantes de lujo y pubs, oficinas de alta calidad, hoteles de lujo y boutiques.

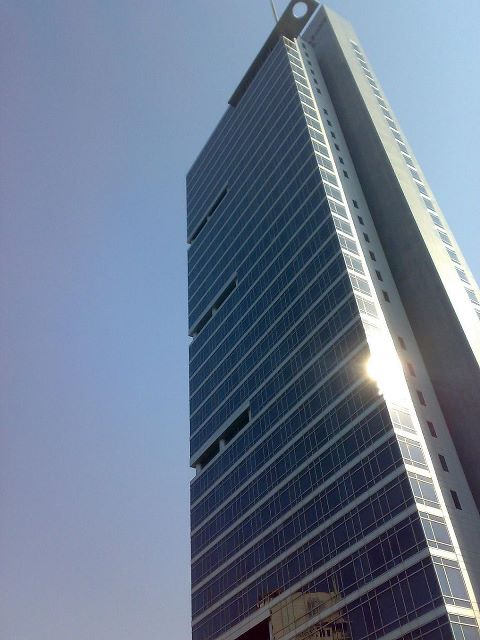
El Four Seasons de Bombay

## Historia

Las antiguas siete islas de Bombay

Parel era una de las originales siete islas de Bombay (el actual Bombay). Pertenecía al reino del siglo XIII del Raja Bhimdev. Cuando los portugueses conquistaron Bombay, le dieron la autoridad de esta zona a los sacerdotes jesuitas. 'Parell' se mantuvo bajo los jesuitas hasta que fue confiscado por los británicos, después de que los sacerdotes se pusieron de parte de los sidis durante su batalla con los británicos en 1689.
En la década de 1770, William Hornby, gobernador de Bombay, trasladó su residencia oficial a Parel. La zona se convirtió en una de las zonas más elegantes de la ciudad. En 1867, se trasladaron a esta zona curtidores y comerciantes de pescado. En la década de 1870, varias fábricas de algodón se habían establecido en tierras ganadas al mar en Parel (Oeste). Gradualmente, Parel se hizo muy contaminado. En 1883, la esposa del gobernador murió de cólera en el Government House. Dos años después, la mansión del gobernador se trasladó a Malabar Point. Durante las epidemias de la década de 1890, la antigua Government House se alquiló al recientemente fundado Haffkine Institute. Tras las epidemias, proliferaron las fábricas en esta zona. En 1915, se construyó el Puente Parel para conectar las estaciones Oeste y Central. Se convirtió en una zona industrial y además proporcionaba espacio para los trabajadores de las fábricas.

## Descripción
Parel ha visto una afluencia de grandes empresas en las antiguas fábricas de algodón. Aquí se sitúa el hotel de cinco estrellas ITC Hotel The Grand Central, Mumbai - The Luxury Collection. Cuando las fábricas de algodón funcionaban en Parel, vivían aquí muchos miles de trabajadores. Parel también albergaba varias actividades culturales que se extinguieron o se redujeron a causa del traslado de las familias a otras zonas debido a que el tamaño de las familias comenzó a aumentar. Ahora, las fábricas de algodón han desaparecido y las viviendas de sus antiguos trabajadores se están transformando en urbanizaciones cerradas ultra caras. Por tanto, Parel se ha convertido en una zona donde conviven la clase media-baja con los ricos. Actualmente está en construcción el edificio residencial más alto del mundo, World One.
Parel tiene hospitales como KEM hospital (hospital municipal), Tata Memorial Centre (especializado en el tratamiento del cáncer), Wadia Hospitals (uno para niños y otro para mujeres), y MGM (hospital de la ESI). Incluso alberga la Facultad de Veterinaria de Bombay y el Hospital de Animales Bai Sakarbai Dinsha Petit. Maharshi Dayanand College of Arts, Science, and Commerce está situado frente al Mahatma Gandhi Hospital en Dr. S. S. Rao Road. Parel también tiene una importante estatua monolítica llamada Baradev.[cita requerida] Esta estatua es un Monumento de Grado I protegido por El Servicio Arqueológico de la India. There is a Chandika, Vyagreshwari, and Shiv Temple nearby. (The Shivlingam and some statues are stated to date back to 600 AD.)

## Nuevos proyectos
Parel es una de las zonas de mayor crecimiento del mundo. Los terrenos de las fábricas de algodón se han recalificado y transformado en grandes edificios residenciales como Ashok Towers, Dosti Flamingos, Ashok Gardens, Kingston Towers, y Kalpataru Habitat, centros comerciales como High Street Phoenix y hoteles de cinco estrellas como The Grand Central, Mumbai y el Four Seasons. El precio de la vivienda en Parel se ha multiplicado por ocho. El Monoraíl de Bombay pasa por el este de Parel, a lo largo de G D Ambekar Marg.
En Lower Parel se sitúa Palladium, único centro comercial de lujo en la ciudad. Está bajo la torre del Shangri-La, que tiene 45 pisos. En el centro comercial hay marcas como Ermenegildo Zegna, Bottega Veneta, Bally, Etro, Canali, Jimmy Choo, Burberry, Hugo Boss, Paul Smith, y muchos más. El canal musical MTV tiene sus oficinas en Parel.

## En la cultura popular
Parel es mencionado en el cuento de Rudyard Kipling Oveja Negra Bee Bee, publicado en 1888:
" ... la aya, sentada en la luz de la luna en la puerta, lo arrulló a dormir con un cántico interminable como si cantaran en la Iglesia Católica de Parel."